# Libanon-Zeder

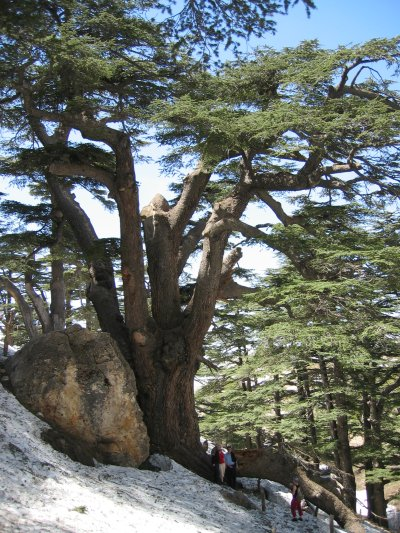
Libanon-Zeder im Habitat im Libanon

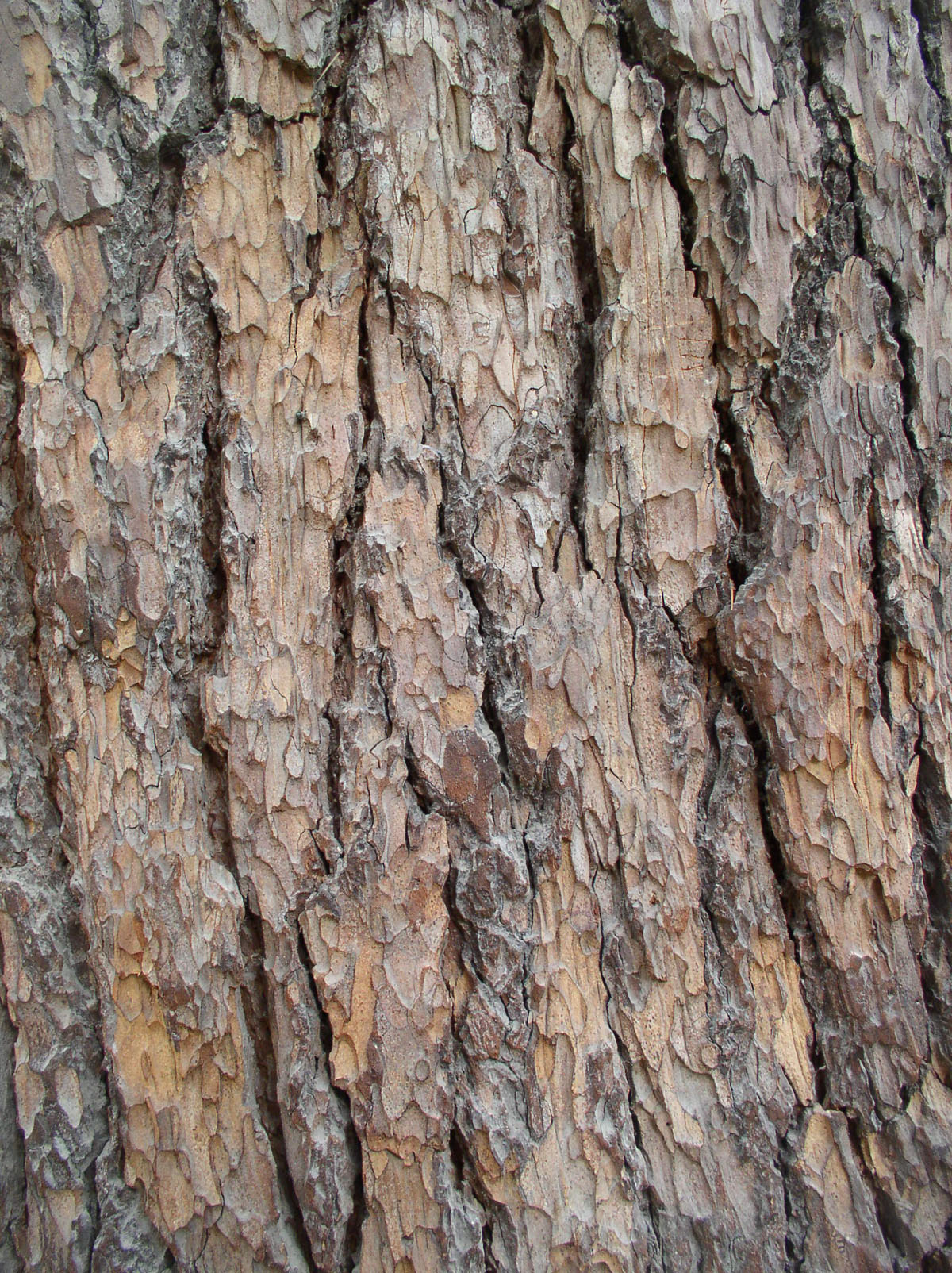
Borke

Die Libanon-Zeder (Cedrus libani) ist eine Pflanzenart aus der Gattung der Zedern (Cedrus) in der Familie der Kieferngewächse (Pinaceae).

## Beschreibung

### Habitus
Die Libanon-Zeder ist ein immergrüner Baum, der Wuchshöhen von 30 bis 50 Meter erreicht und über 1.000 Jahre alt werden kann. Der Brusthöhendurchmesser kann bis zu zwei Meter betragen. Sie bildet sowohl Kurztriebe als auch Langtriebe aus. Die schlanke Baumkrone ist bei jungen Bäumen pyramidenförmig, später wird sie eher unförmig. Es treten manchmal auch alte Bäume mit einer pyramidenförmigen Krone auf. Die Seitentriebe stehen fast rechtwinkelig von der Hauptachse ab und sind spiralig angeordnet.

### Belaubung
Die 1,5 bis 3,5 Zentimeter langen, etwa einen Millimeter dicken Nadeln wachsen an den Langtrieben einzeln, an den Kurztrieben in Büscheln von 10 bis 15 Nadeln. Ihr Umriss ist abgeflacht vierkantig mit Spaltöffnungen an allen vier Seiten. Im Querschnitt sind zwei Harzkanäle zu erkennen, die am Rand verlaufen. Die Nadeln verbleiben zwischen drei und sechs Jahren am Baum.

### Rinde
Die Rinde der Jungbäume ist glatt und graugrün gefärbt. Die Borke der Altbäume ist längsrissig und grau bis dunkelgrau gefärbt. Sie wird zwischen 4,7 und 22,3 Millimeter dick, kann in Extremfällen aber auch bis zu 19 % des Stammvolumens ausmachen.

### Holz
Das gelblich- bis rötlichbraune Kernholz hebt sich farblich stark von dem relativ breiten, blassgelben bis blassroten Splintholz ab. Es fehlen normale Harzkanäle, es können aber traumatische Harzkanäle auftreten. Frisch geschnittenes Kernholz duftet sehr aromatisch. Das Raumgewicht bei luftgetrocknetem Holz mit einer Holzfeuchte von 15 % liegt bei circa 0,565 g/cm³.

### Blüten, Zapfen und Samen
Die Libanon-Zeder ist einhäusig getrenntgeschlechtig (monözisch) und wird mit rund 30 Jahren mannbar. Die 3 bis 5 Zentimeter langen männlichen Blütenzapfen sind bereits im Juni zu erkennen und färben sich im August gelblich. Man findet sie einzeln stehend an den Spitzen von vier- bis fünfjährigen Kurztrieben. Die circa 8 Millimeter langen, bläulichgrünen weiblichen Blütenzapfen erscheinen erst im September. Sie stehen senkrecht an den Enden von Kurztrieben. Die kleinen und dünnen Samenschuppen bleiben ein bis zwei Monate geöffnet. Die Zapfen brauchen nach der Bestäubung im September bis Oktober gut zwölf Monate bis zur Reife. Ende Mai/Anfang Juni sind die noch grünen Zapfen 2 bis 3 Zentimeter lang. Im November sind die reifen Zapfen harzig und 7 bis 11 Zentimeter lang bei einem Durchmesser von 4 bis 6 Zentimetern. Sie sind bräunlich bis graubräunlich gefärbt, und die Zapfenschuppen weisen einen dünnen, dunkelroten Streifen auf. Die Schuppenmitte weist eine grünlich-violette Färbung auf. Die Zapfenform variiert zwischen kegel-, walzen- und verkehrt eiförmig. Die Zapfen zerfallen in den folgenden Wintermonaten und streuen dabei ihre Samen aus. Der länglich dreieckige, etwas zusammen gedrückte Same ist 12 bis 18 Millimeter lang, circa 5,5 Millimeter breit und 2,8 Millimeter dick. Die gelblichbraun glänzenden Samenflügel sind 2 bis 2,5 Zentimeter lang und genauso breit. Das Tausendkorngewicht beträgt rund 83 Gramm.

## Verbreitung und Standort

Verbreitungsgebiet

Die Libanon-Zeder wächst entlang der Mittelmeerküste Süd- und Südwestanatoliens, im Libanon, dessen Wahrzeichen sie ist, und auf den Höhenlagen des Dschebel Aansariye in Syrien. Die Bestände sind geographisch nicht miteinander verbunden. Daneben gibt es ein isoliertes Vorkommen in der Türkei in der Nähe des Schwarzen Meeres in der Provinz Tokat. Die Gesamtfläche der Zedernwälder beträgt in der Türkei 600.000 Hektar. Das ursprünglich natürliche Verbreitungsareal ist im Libanon mit rund 500.000 Hektar anzugeben, welches heute durch Übernutzung nur mehr 2.000 Hektar beträgt. Das Verbreitungsareal in Syrien wird auf rund 1.000 Hektar geschätzt. Die Libanon-Zeder ist äußerst dürreresistent, bevorzugt aber Standorte mit Niederschlagsmengen zwischen 590 und 1300 mm pro Jahr. Es werden kalkhaltige Böden bevorzugt. Man findet sie in Höhenlagen von 600 bis 2.100 m. ü. NN. Sie bildet unter anderem Mischwälder mit der Kilikischen Tanne (Abies cilicica), Kiefern (Pinus spec.) und Wacholderarten (Juniperus spec.) wie dem Stinkenden Wacholder.

### Zukünftige Verbreitung im deutschsprachigen Raum
Nachdem die Libanonzeder bisher im D-A-CH-Raum praktisch nur als Zierbaum in Parks und Gärten gepflanzt wurde, wird der Baumart für die Zukunft aufgrund des Klimawandels großes Potential als Gastbaumart auch in Mitteleuropa attestiert. Ihre Trockenheits- und Hitzetoleranz, der vergleichsweise geringe Anspruch an den Boden sowie die erwartete geringe Invasivität erwecken vor allem im südlicheren deutschsprachigen Raum große Hoffnungen auf die Integration als Gastbaumart in die zukünftige Forstwirtschaft. Ihr gerader Wuchs und die physischen Eigenschaften könnten der Libanonzeder Möglichkeiten als Alternativbaumart zur Fichte eröffnen, auch weil ein vergleichbares Sortiment als Bau- und Konstruktionsholz bedient werden könnte. In den letzten Jahren wurde an vielen Orten mit Probepflanzungen der Libanonzeder, oft in Kombination mit der verwandten Atlaszeder, begonnen. Bayern und Baden-Württemberg haben sich hier bisher besonders hervorgetan, aber auch andernorts finden Praxisanbauversuche statt. Hierbei soll neben der prinzipiellen Überprüfung der Eignung für den Standort auch die Identifikation des besten Saatguts und der besten Herkunft für den mitteleuropäischen Bereich erfolgen.

## Schädlinge
Parasitierende Pilze und Bakterien stellen für die Libanon-Zeder keine wirkliche Gefahr dar. Die Raupen des Schmetterlings Acleris undulana fressen die Nadeln der Libanon-Zeder und können bei Massenvermehrungen Kahlfraß verursachen. Als wichtige Sekundärschädlinge werden der Kleine Kiefernborkenkäfer (Crypturgus cinereus), Orthotomicus erosus und  Melanophila delagrangei genannt. Sie kommen an Bäumen vor, die von Hallimaschen (Armillaria) oder Wurzelschwämmen (Heterobasidion) befallen wurden. Als Samenschädlinge sind Eichhörnchen (Sciurus) und Erzwespen der Überfamilie Chalcidoidea zu nennen.
Waldbrände stellen keine große Gefahr dar, da die meist dicht verklebte Bodenstreu der Zedernwälder nur kleine Schwelbrände zulässt.

## Nutzung

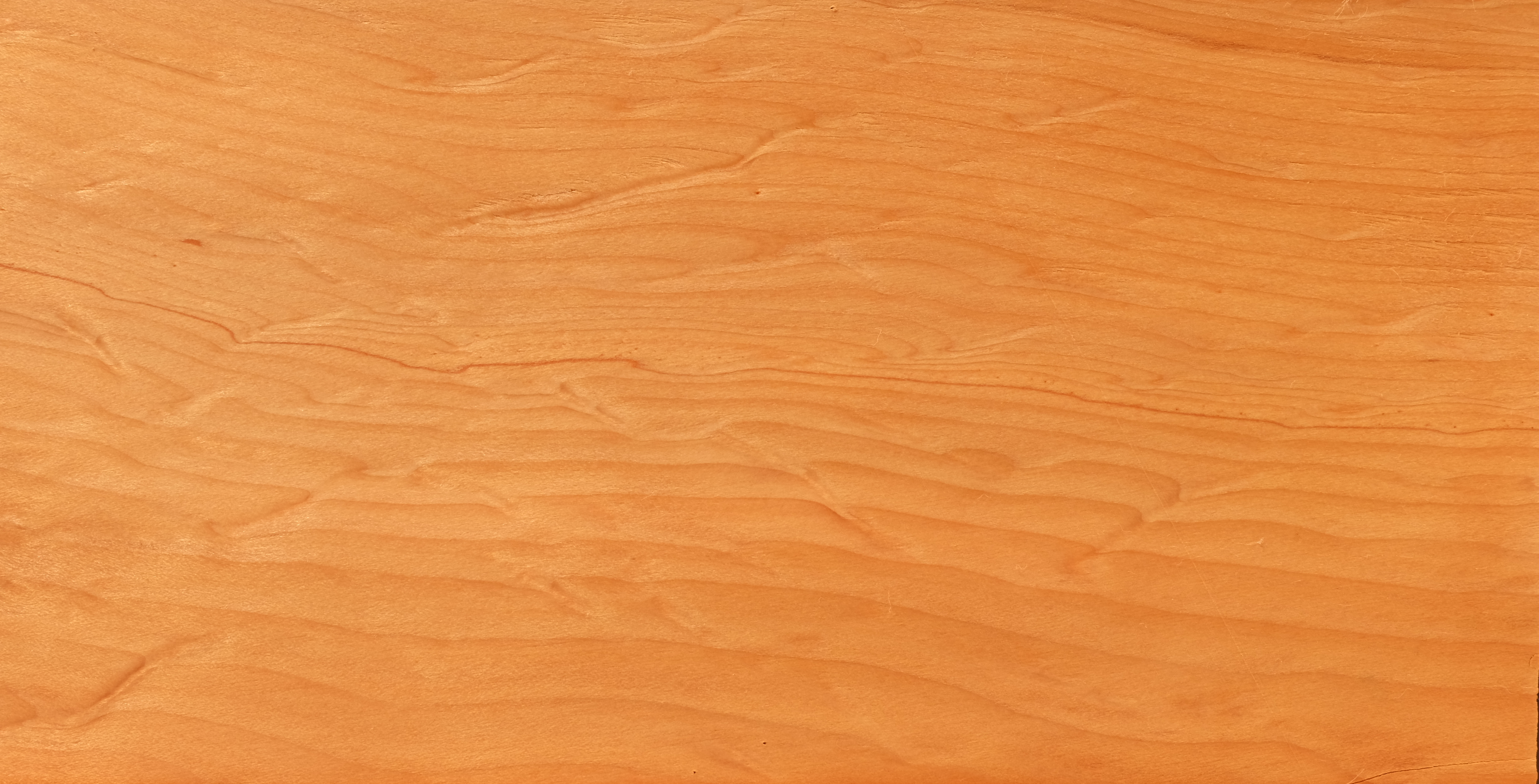
Holz der Libanon-Zeder

Die Libanon-Zeder gehört zu den meistgenutzten Baumarten. Das schöne, dauerhafte und leicht zu bearbeitende Holz der Libanon-Zeder wird seit fast 5.000 Jahren verwendet. In der Antike wurde es zum Palast- und Tempelbau genutzt. Es war zudem ein gefragtes Holz für den Schiffbau und zur Möbelherstellung. Auch heute noch ist das Holz ein sehr gefragtes Bau-, Tischler- und Möbelholz. Es eignet sich auch zur Zellstoffherstellung. Bevor das türkische Forstschutzgesetz von 1935 in Kraft trat, wurde aus Zedernholz Kienöl gewonnen. Es fand Verwendung in der Volksmedizin als Mittel gegen Hautkrankheiten und als Mittel zur Wundbehandlung. Das aus dem Kernholz gewonnene ätherische Öl wird als Zedernöl verkauft.
Die Libanon-Zeder ist in den gemäßigten Zonen ein beliebter, nahezu winterharter Parkbaum. Die größte und älteste Zeder Deutschlands (gepflanzt 1822) mit einem Stammumfang von 6,52 Metern (Stand 2021) steht im Schlosspark Bad Homburg von Bad Homburg vor der Höhe.

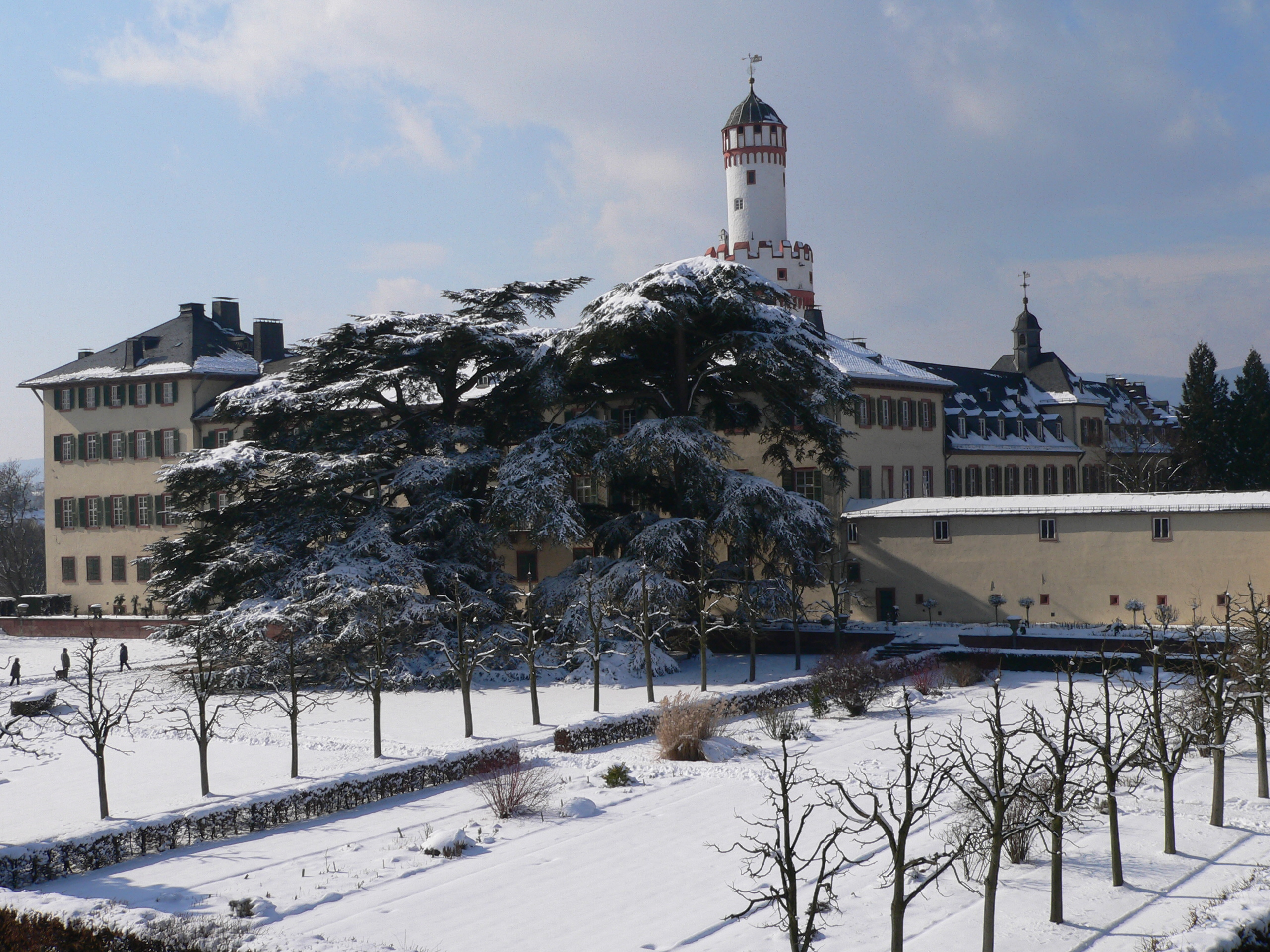
Libanon-Zeder vor dem Schloss Bad Homburg im Winter

## Kulturelle Bedeutung

Die Flagge des Libanon

Die Flagge Libanons und das Wappen Libanons zeigen im Zentrum eine Zeder.
Die Hethiter kannten ein Ritual zum Herbeiziehen der Zederngötter.
Für die Phönizier galt die Libanon-Zeder als Königin des Pflanzenreiches. Sie nutzten Zedernholz unter anderem zum Schiffbau. Auch die alten Ägypter nutzten Zedernholz für ihren Schiffbau, wobei vermutet wird, dass sie dieses aus dem Libanon importierten.
Die Zeder wird im Alten Testament mehrfach erwähnt. In Psalm 92, Ein Lied für den Sabbattag, heißt es: Der Gerechte sprießt wie die Palme, er wächst wie die Zeder des Libanon. (Ps 92,13 ). Der israelitische König Salomo soll die Zedern literarisch geehrt haben: Er redete über die Bäume, von der Zeder auf dem Libanon bis zum Ysop, der an der Mauer wächst. (1 Kön 5,13 ). Darüber hinaus kaufte er sie für den Bau des Jerusalemer Tempels (1. Kön. 5,20  u.ö.).

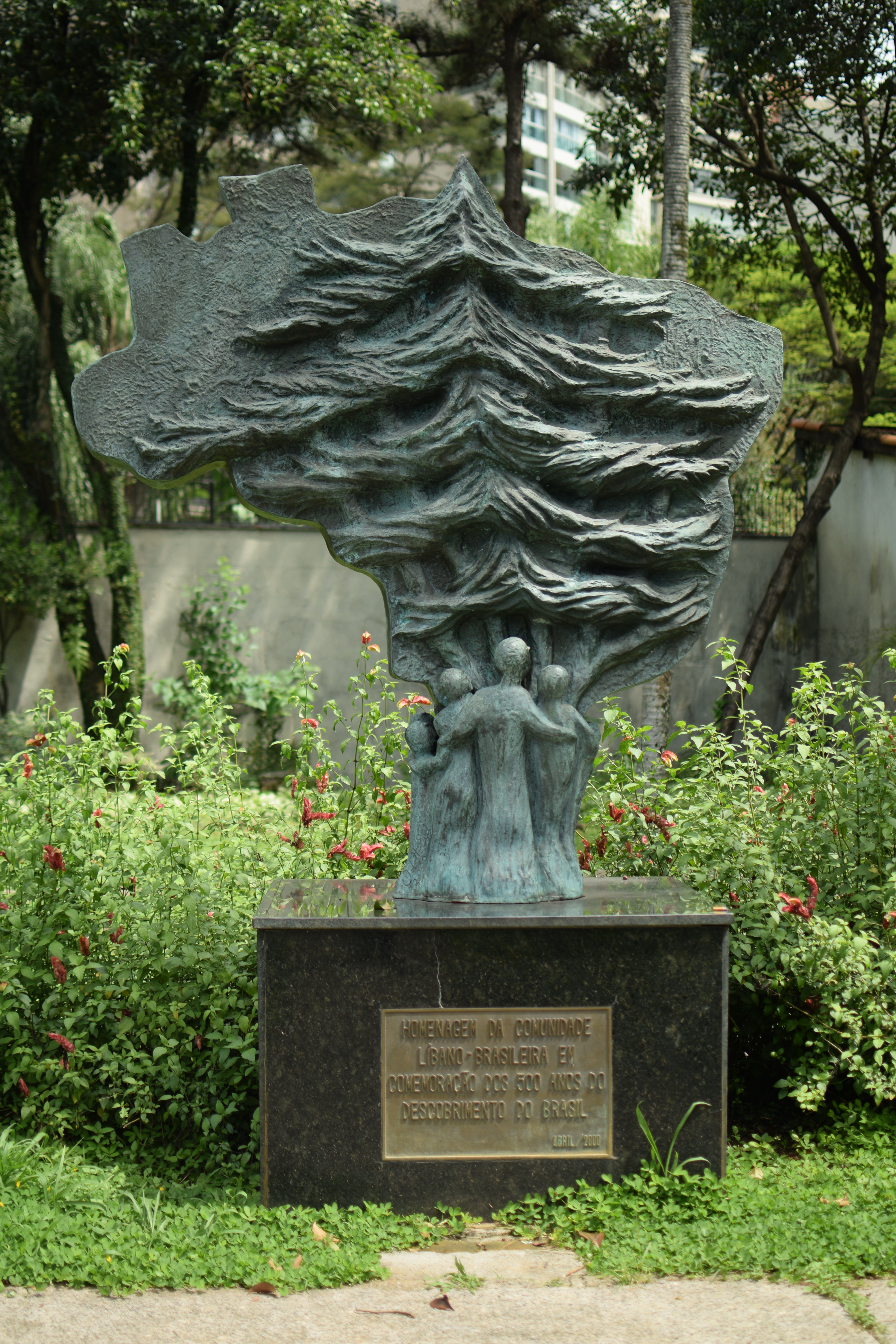
Skulptur der libanesisch-brasilianischen Bildhauerin Odette Eid zur 500-Jahr-Feier der Entdeckung Brasiliens durch Cabral mit symbolträchtiger Darstellung einer Libanon-Zeder

Infolge eines bereits in phönizischer Zeit begonnenen Raubbaus finden sich nur noch wenige alte Bäume im Libanon-Gebirge, sechs der dichtesten Waldgebiete liegen innerhalb des Nationalparks Chouf Cedar Reserve, davon haben die Waldinseln bei den Dörfern Barouk und Maaser ech-Chouf die größte Zahl alter Bäume. Es besteht ein Programm zum Erhalt und zur Neuaufforstung.
Auch in der Türkei finden Aufforstungen von 300 km² jährlich statt.
Die Symbolik beschreibt Rania Masri ausführlich 1995 auf einem Kongress des MIT, wiedergegeben in einem Artikel in Europa: „Über die Bedeutung und die Bekanntheit der Libanon-Zeder sowie ihre Behandlung“.
Inzwischen wird die Symbolik auch in Deutschland aufgegriffen: Die Stadt Marl pflanzte auf Vorschlag der Christlich-Islamischen Arbeitsgemeinschaft Marl im Rahmen des 7. Abrahamsfestes 2007 einen solchen Baum, um den Frieden zwischen den Weltkulturen und den Religionen zu bekräftigen.

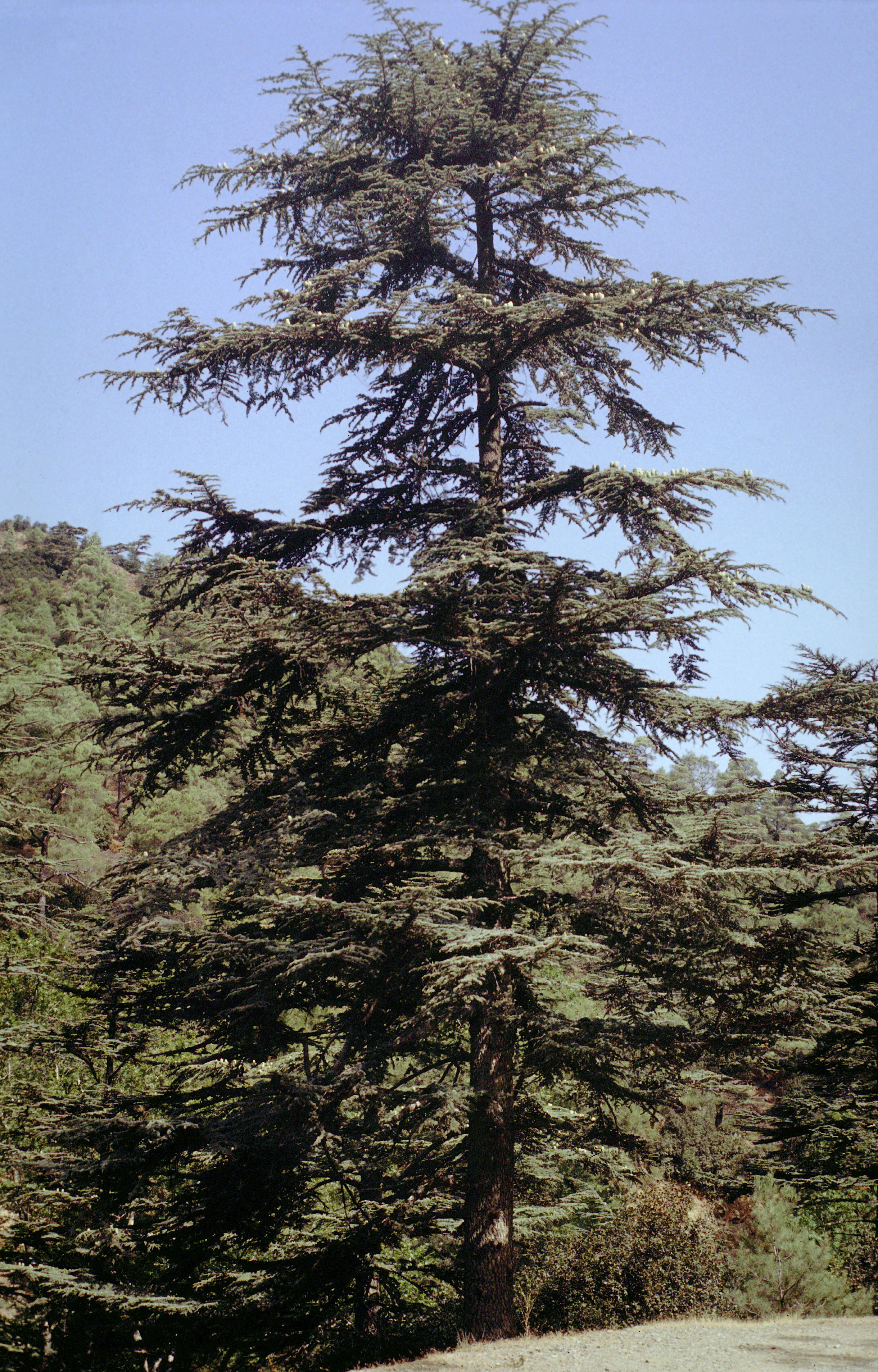
Zypern-Zeder (Cedrus libani var. brevifolia)

## Systematik
Die Libanon-Zeder (Cedrus libani A.Rich.) hat folgende Synonyme: Cedrus libanitica (Trew) Pilger, Cedrus cedrus (L.) Huth, Pinus cedrus L., Abies cedrus (L.) J.St.-Hil., Picea cedrus (L.) Peterm., Cedrus patula K.Koch.
Es gibt zwei Varietäten:
- Cedrus libani A. Rich. var. libani (Syn.: Cedrus libanotica Link, Cedrus libanensis Juss. ex Mirb., Cedrus libani ssp. stenocoma (O.Schwarz) Greuter & Burdet): Sie kommt von der Türkei bis zum Libanon vor.[10]
- Zypern-Zeder (Cedrus brevifolia (Hook.f.) Elwes & A.Henry) und Atlas-Zeder (Cedrus atlantica (Endl.) Manetti ex Carrière): Diese auf Zypern bzw. in Nordafrika vorkommenden Sippen sind eng verwandt mit der Libanon-Zeder und werden von einigen Botanikern ebenfalls der Libanon-Zeder als Unterarten oder Varietäten Cedrus libani ssp. brevifolia (Hook.f.) Meikle oder Cedrus libani var. brevifolia Hook.f. bzw. Cedrus libani ssp. atlantica (Endl.) Batt. & Trab. zugeordnet. Die Zypern-Zeder kommt nur im Troodos-Gebirge in Zypern vor.[10]

## Trivialnamen
Für die Libanon-Zeder bestehen bzw. bestanden auch die weiteren deutschsprachigen Trivialnamen: Ceder, Cederboum (mittelhochdeutsch), Cziddernbom (mittelniederdeutsch), Czidernbom (mittelniederdeutsch), unfulet Holz (althochdeutsch), ungefulith Holz (althochdeutsch), Koderpawm (althochdeutsch), Zederboum (mittelhochdeutsch), Zederapfel (mittelhochdeutsch), Zedern (mittelhochdeutsch), Ziddern (mittelhochdeutsch), Zidern (mittelhochdeutsch), Zitterbom (mittelniederdeutsch) und Zedrangel (mittelhochdeutsch).

## Weiterführende Literatur
- Karl-Heinz Bernhardt: Die Zedernwälder und Die Zeder in Poesie und Mythos. In: Ders.: Der alte Libanon. Verlag Koehler & Amelang, Leipzig 1976; Schroll Verlag, Wien 1976, ISBN 3-7031-0438-4, S. 22–57.
- M. Semaan, R. Haber: Conservation and Sustainability. In situ conservation of Cedrus libani in Lebanon. In: Acta horticulturae. Nr. 615, 2003, S. 415–417.
- S. N. Talhouk, S. Zurayk, S. Khuri: Conifer conservation in Lebanon. In: Acta horticulturae. Nr. 615, 2003, S. 411–414.